# Hesperalbizia
Hesperalbizia là một chi thực vật có hoa trong họ Đậu.